# 중화민국 총통부비서장

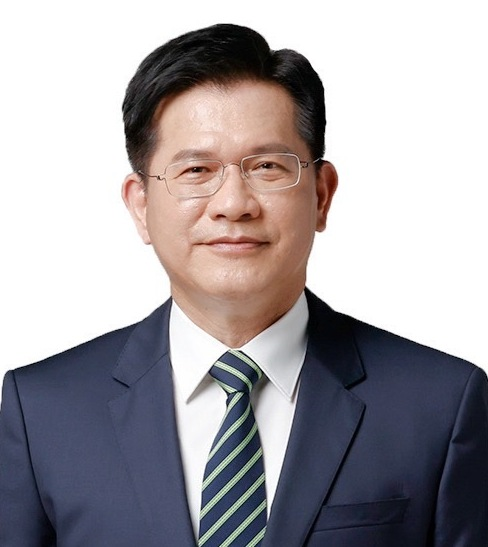
현직비서장 린자용

중화민국 총통부비서장(중국어: 中華民國總統府秘書長)은 중화민국 총통부의 수장이다. 중화민국의 총통이 임명하며 총통부 내 내무 사무를 관리, 지휘하고 소속직원을 감독한다. 총통부부비서장은 비서장 사무를 보좌한다. 현재 총통부비서장은 리다이웨이이다.

## 개요
중화민국 총통부 조직법 제9조 규정에 의하면 총통부에 비서장 1명을 두고, 총통이 임명하고, 총통부 사무를 관리, 지휘하고 소속직원을 감독한다. 중화민국 헌법 제4장 규정에 의하면 총통은 총통부의 수장이 아니고 하나의 헌법기관으로 존재하고 대외적으로 중화민국을 대표한다.

## 같이 보기
- 중화민국 총통부
- 중화민국의 총통